# Diependal (gebied)
Diependal is een waterrijk natuurgebied in Midden-Drenthe. Het is in beheer bij het Drentse Landschap. Het gebied grenst aan het Hijkerveld bij het dorp Oranje. Niet ver van Diependal ligt het Fochteloërveen. Diependal is 1000 hectare groot.

## Ontstaan
Het gebied en de vennen erin waren tot 1980 in gebruik bij de 'Aardappelmeelfabriek Oranje' als vloeivelden-complex. Na langdurige discussie is het in 1984 niet bestemd tot landbouwgrond maar aangewezen als natuurgebied. Besloten werd de velden te blijven bevloeien zodat naast het open water de brede slikkige zones intact zouden blijven.

## Avifauna
Het Diependal is een rustplaats voor onder andere steltlopers als de Groenpootruiter, zwarte ruiter en watersnip. Het is een broedplaats voor onder meer de zeldzame roodhalsfuut, geoorde fuut, dodaars, het baardmannetje en de krakeend. In de trektijd verschijnen vele soorten trekvogels, soms in groten getale.
In Nederland broeden jaarlijks 5-10 paren van de roodhalsfuut. Diependal is het belangrijkste gebied voor deze soort, er broedt vaak meer dan vijf paar.
In Diependal is een vogelkijkhut. Vanuit deze hut is soms de roodhalsfuut te zien. Er is een lange tunnel van 160 meter lang, aan het eind hiervan ligt de hut. Er is een boekje aanwezig waar waarnemingen in genoteerd kunnen worden.